# Willensen

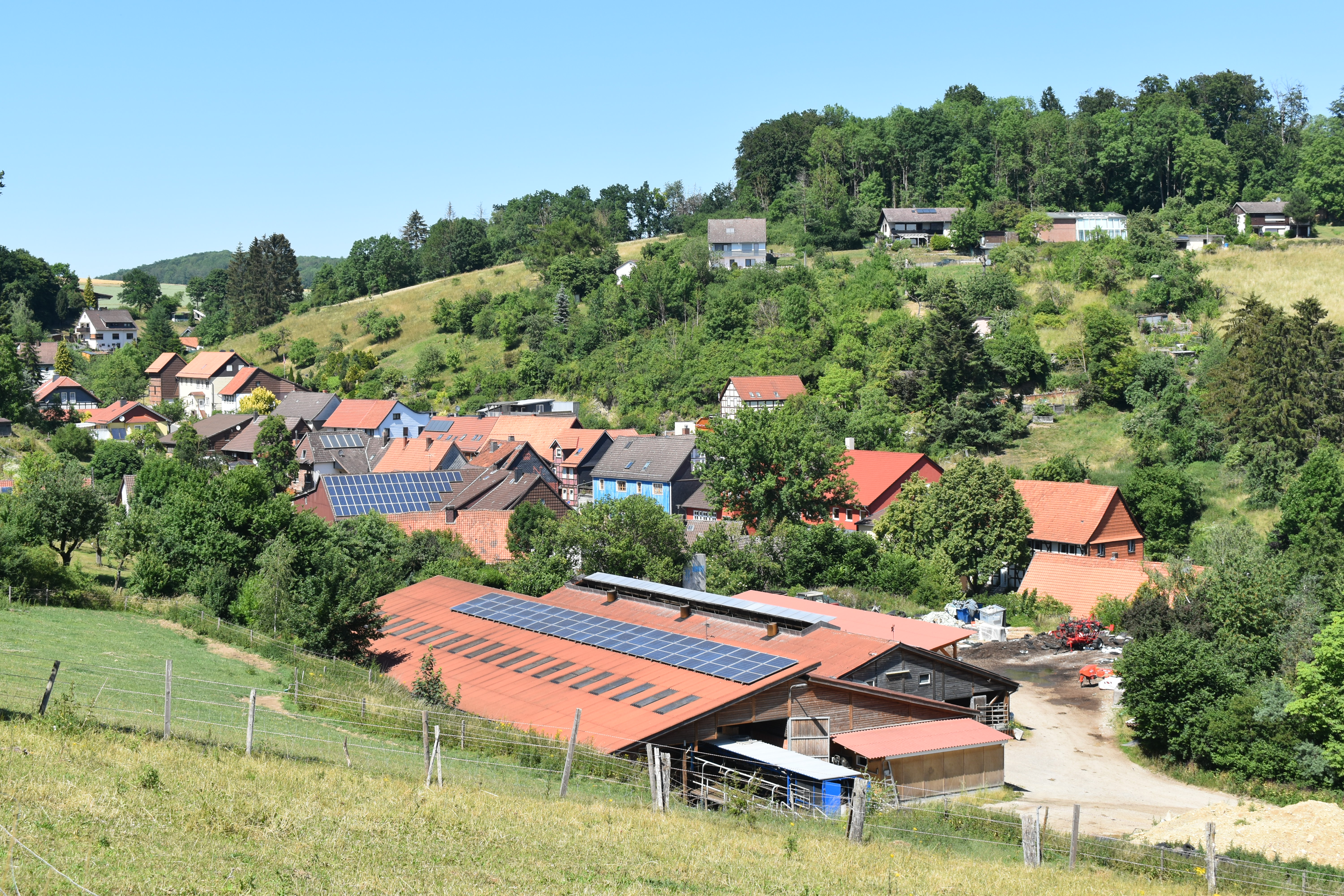
Blick auf Willensen

Willensen ist eine Ortschaft der Gemeinde Bad Grund (Harz) im Landkreis Göttingen. Die nächste größere Stadt ist Osterode am Harz.

## Geschichte
Der Ort wurde 953 in einer Urkunde König Ottos I. als „Vuillienhusun“ erstmals erwähnt, was Wohnstätte des Vilja bedeutet. Ab dem 16. Jahrhundert wurde sprachökonomisch zu Willensen synkopiert.
Vor der Reformation wurde der Friedhof in Weißenwasser genutzt. In den 1880er Jahren wurde eine Kapelle im Dorf gebaut.

### Eingemeindungen
Willensen, vorher eigenständige Gemeinde, gehörte seit dem 1. Juli 1972 zur Gemeinde Eisdorf, die am 1. März 2013 ein Teil der Gemeinde Bad Grund (Harz) wurde. Innerhalb der neuen Einheitsgemeinde bilden Eisdorf und Willensen wieder separate Ortschaften.

### Einwohnerentwicklung
| Jahr | Einwohner | Quelle |
| ---- | --------- | ------ |
| 1910 | 276       | [ 8 ]  |
| 1925 | 290       | [ 9 ]  |
| 1933 | 247       | [ 9 ]  |
| 1939 | 237       | [ 9 ]  |
| 1950 | 472       | [ 1 ]  |
| 1956 | 404       | [ 1 ]  |
| 2013 | 317       | [ 10 ] |
| 2021 | 283       | [ 2 ]  |

|  |

## Politik

### Ortsvorsteher
Seit 4. November 2021 ist Uwe Ernst der Ortsvorsteher, sein Stellvertreter ist Hartmut Nienstedt.

### Wappen
Der Entwurf des Kommunalwappens von Willensen stammt von dem damaligen ersten Vorsitzenden des Vereins zur Wahrung Willensener Interessen, Hartmut Ernst. Das Wappen wurde von ihm Anfang der neunziger Jahre entworfen und schlummerte seitdem in einem Ordner. Im Zuge der Umwandlung der Samtgemeinde Bad Grund (Harz) zur Einheitsgemeinde Bad Grund (Harz) wurde auf dieses Wappen, nach einer durch das Niedersächsische Landesarchiv Wolfenbüttel empfohlenen Farbänderung der Wellenlinie, zurückgegriffen. Der Rat der Gemeinde Bad Grund (Harz) hat in der Sitzung vom 19. Dezember 2013 einstimmig für diesen bestehenden Entwurf gestimmt.
| Wappen von Willensen | Blasonierung: „Durch eine Quelle schräg links geteilt; rechts in Rot ein silberner Entenkopf zwischen zwei goldenen Ähren, links in Blau ein schräg links gestelltes, zerbrochenes goldenes Schwert.“ |
| Wappen von Willensen | Wappenbegründung: Auf der Webseite des Ortsteils Willensen wird hierzu erwähnt: „Die das Wappen teilende Wellenlinie symbolisiert den Reichtum an Quellen. Ähren und Ente deuten auf den bäuerlichen Ursprung des Ortes hin. Rot, die Farbe des Lebens, steht für das lange Bestehen des Ortes, der bereits im Jahre 953 n. Chr. erstmals urkundlich erwähnt wurde. Bei Orten dieser Größe ist eine 1000-jährige Geschichte sehr selten. Das gebrochene Schwert symbolisiert die freie Gründung ohne den Schutz einer Burganlage. Blau, die Farbe der himmlischen Macht, steht für das Vertrauen der Gründer in dieselbige, ohne das auf eine schützende Burganlage wohl nicht verzichtet worden wäre.“ |